# Ian Turbott
Ian Graham Turbott (Whangarei, 9 de março de 1922 - 11 de agosto de 2016) foi um ex-diplomata e administrador da universidade neozelandês e australiano.

## Vida profissional
Depois de deixar o serviço uniformizado, Turbott ingressou no Serviço Colonial Britânico com uma nomeação para a Colônia das Ilhas Gilbert e Ellice. Após um destacamento para o Escritório Colonial Britânico, atuou como Administrador de Antígua entre 1958 e 1964. Em 1964 foi nomeado Administrador de Granada, continuando no cargo depois que se tornou governador em 1967. Deixou Granada em 1968. Após dois anos na Grã-Bretanha, ele emigrou para a Austrália, onde iniciou seus negócios. Entre 1989 e 2000, Turbott foi reitor da Universidade de Western Sydney.
 

Turbott foi o cônsul-geral honorário das Ilhas Cook em Nova Gales do Sul de 1995 até sua morte.